# Les Thons
Les Thons – miejscowość i gmina we Francji, w regionie Grand Est, w departamencie Wogezy.
Według danych na rok 1990 gminę zamieszkiwało 160 osób, a gęstość zaludnienia wynosiła 16 osób/km² (wśród 2335 gmin Lotaryngii Les Thons plasuje się na 885. miejscu pod względem liczby ludności, natomiast pod względem powierzchni na miejscu 606.).